# Eufriesea mussitans
Eufriesea mussitans är en biart som först beskrevs av Fabricius 1787.  Eufriesea mussitans ingår i släktet Eufriesea, tribus orkidébin, och familjen långtungebin. Inga underarter finns listade.